# Román–szerb határ

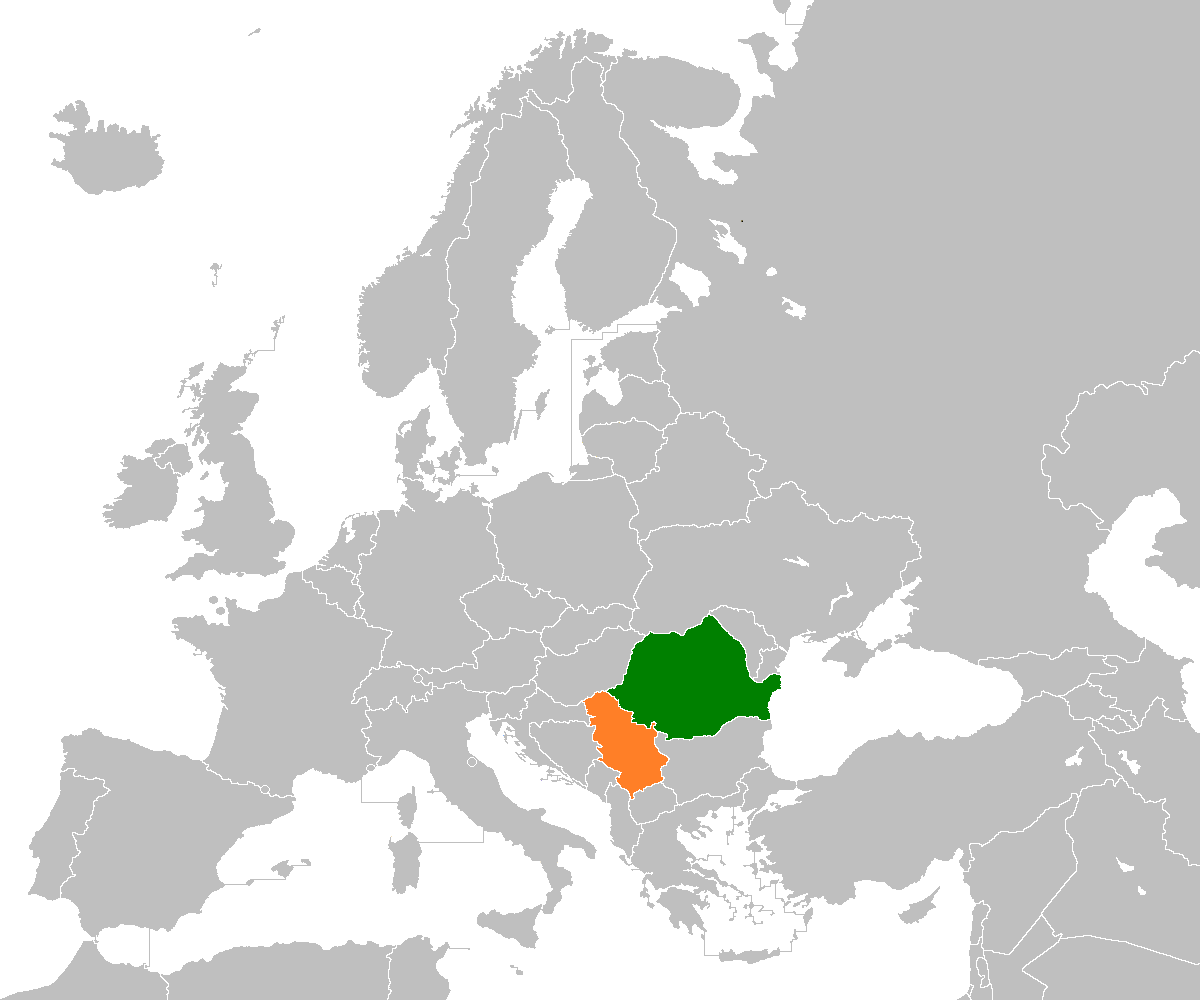
Románia és Szerbia Európa térképén

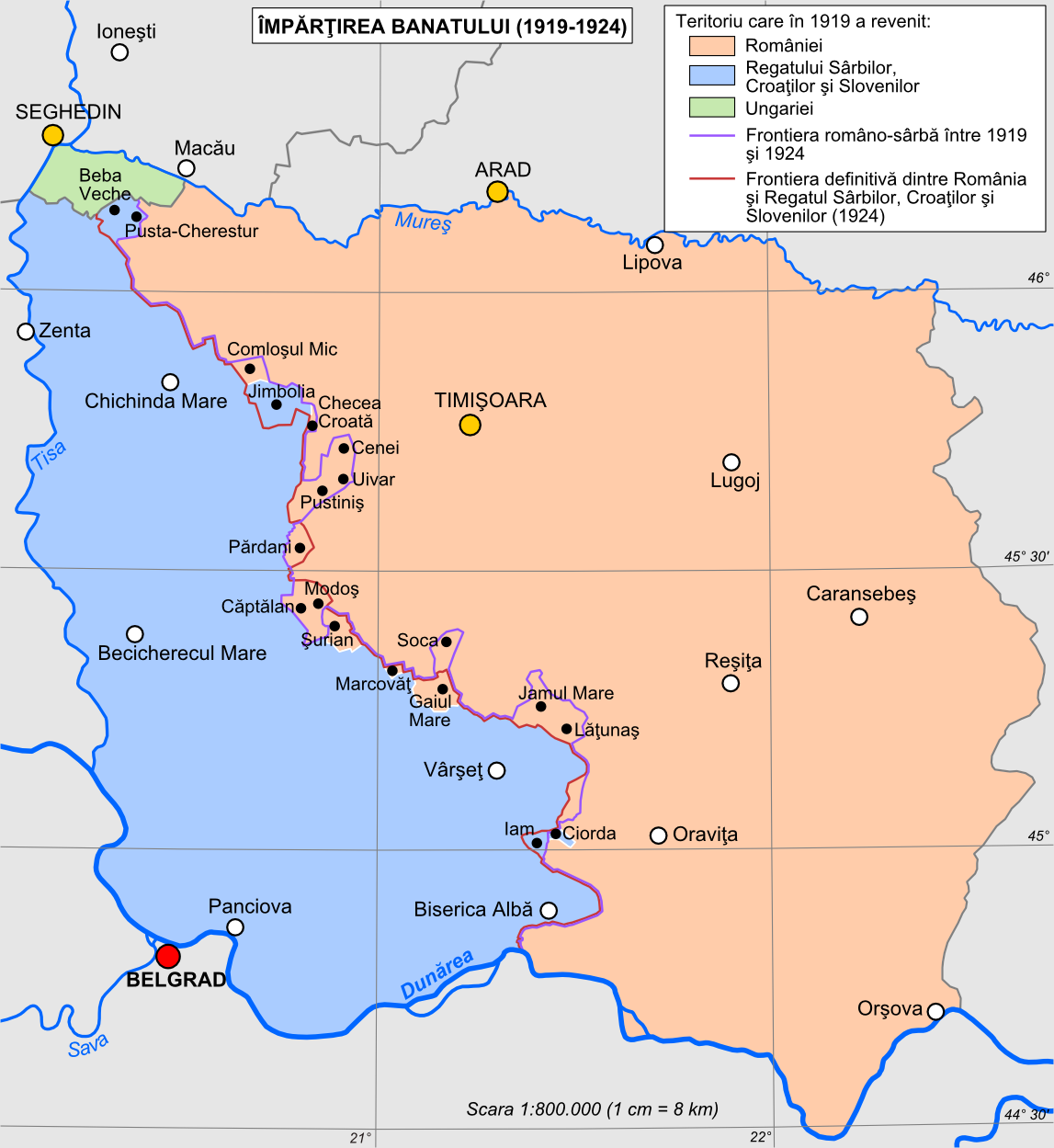
A Bánság felosztása (1919–1924)

A román–szerb határ 546,4 kilométer hosszú nemzetközi határ, amely Románia és Szerbia területét választja el. Délnyugat–északkelet irányban halad, és a Duna vonalát követi a Timok torkolatától a Néra torkolatáig, majd a történelmi Bánság területét szeli ketté.
Az 546,4 kilométer teljes hosszúságból 256,8 kilométer szárazföldi határ és 289,6 kilométer folyami határ.
Északon a határ a magyar–román–szerb hármashatárnál (Triplex Confinium, é. sz. 46° 07′ 00″, k. h. 20° 16′ 00″46.116667°N 20.266667°E) kezdődik, Óbéba (Románia) és Rábé (Szerbia) között, amelyeknek nincs közúti összeköttetésük. Délkelet irányba haladva elválasztja a Bánság szerbiai részét, azaz Vajdaság Autonóm Tartományt a Bánság romániai részétől. Utána a Duna képezi a határt egészen a bolgár–román–szerb hármashatárig (é. sz. 44° 13′ 00″, k. h. 22° 40′ 00″44.216667°N 22.666667°E).

## Története
A jelenlegi dunai határt első ízben az 1739-ben befejeződött orosz–osztrák–török háborút lezáró belgrádi békeszerződésben állapították meg, amikor a Habsburg Birodalom visszaadta Szerbiát az Oszmán Birodalomnak és Olténiát Havasalföldnek. 1817-ben Szerbia elfoglalta az Oszmán Birodalomtól a Dunától keletre fekvő területet. 
Az első világháború során Románia és Szerbia egyezséget kötöttek, hogy amennyiben legyőzik a Német Birodalmat és az Osztrák–Magyar Monarchiát, a történelmi Bánságot felosztják maguk között (1/3 Szerbiának, 2/3 Romániának), és lakosságcserét hajtanak végre. A Bánságot kettészelő határt 1918 végén húzta meg egy nemzetközi bizottság Emmanuel de Martonne francia földrajztudós elnökletével, és 1920-ban a trianoni békeszerződés hagyta jóvá.
1923. november 24-én Románia és a Szerb–Horvát–Szlovén Királyság határkiigazításban egyeztek meg. Románia átadta Párdány, Módos, Surján, Káptalanfalva, Torontálújfalu és Nagygáj falvakat, cserébe megkapta Óbéba, Pusztakeresztúr, Csorda és Jám falvakat, valamint Zsombolya városát.  A tényleges határkiigazítás 1924. április 10-én történt meg.

## Határátkelőhelyek

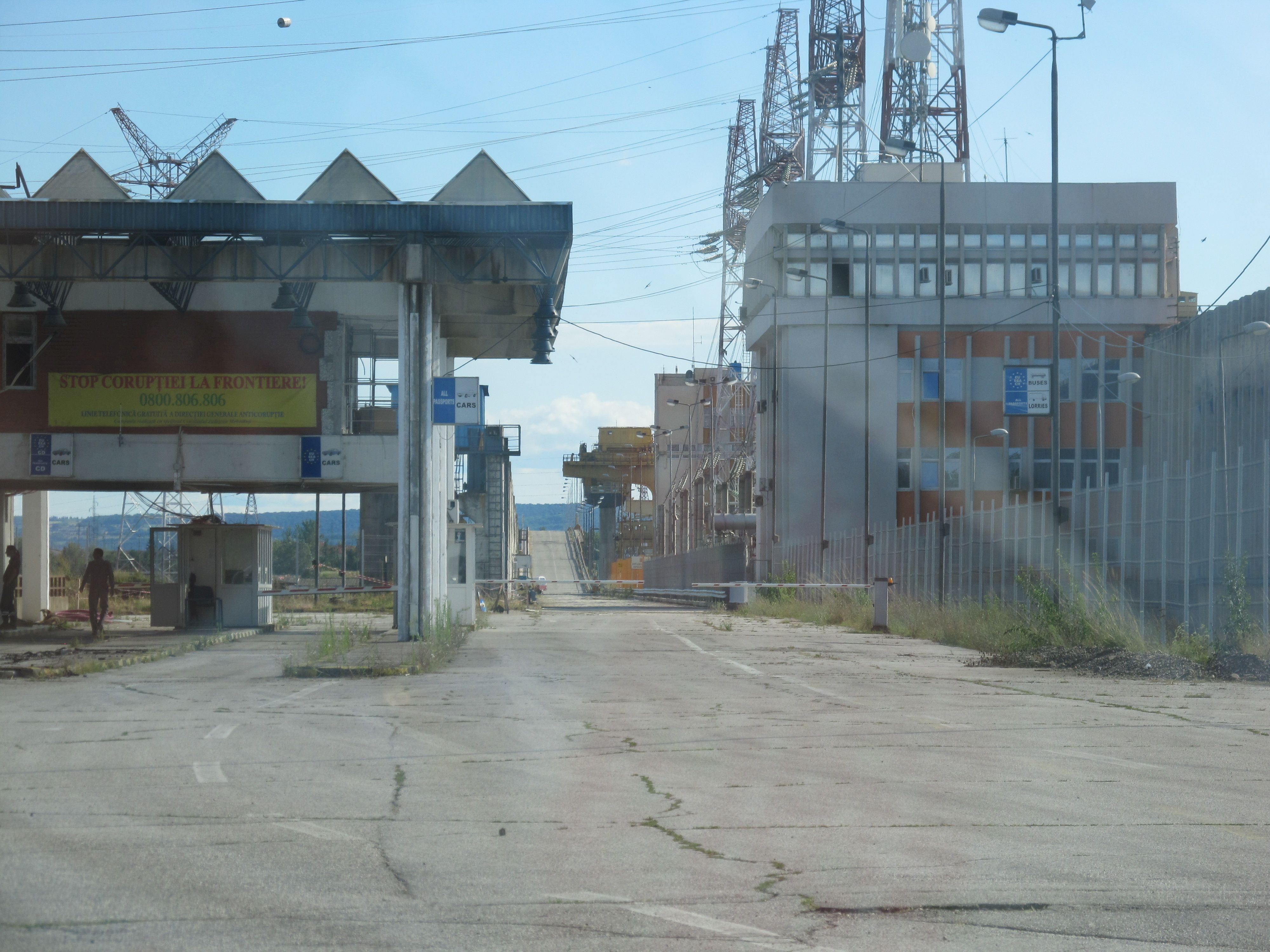
A Vaskapu II. vízerőmű határátkelőhely román oldalról

A határon 11 határátkelőhely van, ebből 8 közúti, 2 vasúti és egy folyami:
- Vaskapu II. vízerőmű – Đerdap II: közút
- Vaskapu I. vízerőmű – Đerdap I: közút
- Néranádas – Szőlőshegy: közút
- Temesmóra – Versecvát: közút
- Fény – Módos: közút
- Zsombolya – Szerbcsernye: közút
- Kunszőllős – Nákófalva: közút[5]
- Valkány – Egyházaskér: közút[5]
- Temesmóra – Versecvát: vasút
- Zsombolya – Szerbcsernye: vasút
- Ómoldova – Đerdap: kikötő

## Fordítás
- Ez a szócikk részben vagy egészben  a   Frontiera între România şi Serbia című román Wikipédia-szócikk ezen változatának fordításán alapul.  Az eredeti cikk szerkesztőit annak laptörténete sorolja fel. Ez a jelzés csupán a megfogalmazás eredetét és a szerzői jogokat jelzi, nem szolgál a cikkben szereplő információk forrásmegjelöléseként.